# Гельмштедт (район)
Гельмштедт (нім. Helmstedt) — район у Німеччині, у складі федеральної землі Нижня Саксонія. Адміністративний центр — місто Гельмштедт.

## Населення
Населення району становить 91 379 осіб (станом на 31 грудня 2021).

## Адміністративний поділ
Район складається з 19 громад (нім. Mitgliedsgemeinden), об'єднаних у чотири об'єднання громад (нім. Samtgemeinden), а також трьох самостійних міст і двох самостійних громад.
Дані про населення наведені станом на 31 грудня 2021. Зірочками (*) позначені центри об'єднань громад.
Самостійні громади:
1. Бюдденштедт (Невірний параметр metadata 03154003)
2. Гельмштедт (місто) (Невірний параметр metadata 03154010)
3. Кенігслуттер-ам-Ельм (місто) (15786)
4. Лере (12000)
5. Шенінген (місто) (11121)

Об'єднання громад:
| - 1. Граслебен (4550) 1. Граслебен * (2426) 2. Кверенгорст (478) 3. Марінталь (931) 4. Реннау (715) - 2. Гезеберг (3685) 1. Баєрштедт (367) 2. Гефенслебен (614) 3. Єрксгайм * (1084) 4. Зеллінген (1620) | - 3. Норд-Ельм (5699) 1. Варберг (810) 2. Вольсдорф (919) 3. Зюпплінген * (1815) 4. Зюпплінгенбург (633) 5. Ребке (740) 6. Фрельштедт (782) - 4. Фельпке (13213) 1. Бардорф (1844) 2. Графгорст (1153) 3. Грос-Твюльпштедт (2756) 4. Данндорф (2527) 5. Фельпке * (4933) |